# Luis Julve Ceperuelo
Luis Julve Ceperuelo (nascut a Alcanyís) fou un industrial i polític aragonès, governador civil de diverses províncies i procurador a Corts durant el franquisme.
Membre de les FET de las JONS, era un camisa vella fundador de Falange Española a Alcanyís que havia lluitat amb la Divisió Blava al Front Oriental de la Segona Guerra Mundial. Quan va tornar el 1941 fou nomenat president de la Diputació Provincial d'Osca, càrrec que va deixar l'octubre de 1942 quan fou nomenat governador civil d'Osca. Va ocupar el càrrec fins al març de 1944, quan fou nomenat governador civil de Càceres Ocupà el càrrec fins a l'octubre de 1946, quan fou governador civil de Castelló. Durant el seu mandat es van traslladar les dependències de l'ajuntament del carrer Major fins a la plaça Maria Agustina, inaugurats el 1949.
Deixà Castelló el juliol de 1954, quan fou nomenat governador civil de Màlaga i conseller nacional del Movimiento Nacional, càrrec que comportava ocupar un escó com a procurador a Corts. Durant el seu mandat es va preocupar pel subministrament elèctric de la ciutat i per condicionar-la amb visió de fomentar-hi el turisme. Va designar com a sotscap provincial del Movimiento al futur governador civil de Sevilla i ministre franquista José Utrera Molina. També va lluitar contra l'analfabetisme i va fer construir habitatges socials. Va renunciar al càrrec el maig de 1958 i es retirà de la política activa. El seu fill, Luis Enrique Julve Guerrero, fou president de la Diputació d'Osca en els darrers anys del franquisme (1974-1975).